# Pierre Kunde
Pierre Kunde est un footballeur international camerounais né le 26 juillet 1995 à Limbé. Il joue au poste de milieu de terrain à Khor Fakkan Club.

## Carrière

### En club
Il commence avec le club d'Alcobendas CF. En 2013, il rejoint l'Atlético de Madrid où il a joué avec les réserves. Le 21 juillet 2016, il rejoint Extremadura sous forme de prêt. Le 25 juillet 2017, il est encore prêté à Grenade FC. Le 6 juillet 2018, il signe pour le FSV Mayence pour quatre saisons. 

### En sélection
Il joue son premier match international le 27 mai 2018 en amical contre le Burkina Faso.
Le 10 novembre 2022, il est sélectionné par Rigobert Song pour participer à la Coupe du monde 2022.

## Palmarès
Olympiakos
- Championnat de Grèce (1)
  - Champion : 2022